# USS Razorback (SS-394)
Pour les articles homonymes, voir Nenana.
L' USS Razorback (SS-394) est un sous-marin de la classe Balao, seul navire de l'United States Navy à porter le nom du razorback, une espèce de baleine (Balaenoptera physalus) de l'extrême sud de l'océan Pacifique. Il s'agit sans doute du sous-marin de première ligne de combat le plus ancien au monde, ayant été commandé par deux pays différents pendant 56 ans de service actif. En 2004, l'État de l'Arkansas a récupéré le sous-marin (bien qu'il ne porte pas le nom de la mascotte de l'Université de l'Arkansas) et est maintenant un navire musée à l' Arkansas Inland Maritime Museum.
Sa quille a été posée par le Portsmouth Naval Yard à Kittery dans l'État du Maine, le 9 septembre 1943. Il a été lancé le 27 janvier 1944 avec Redfish et Ronquil. Scabbardfish a été lancé quelques heures plus tard, faisant du 27 janvier 1944 la première et unique fois que l'US Navy lançait quatre sous-marins sur un chantier naval en une seule journée. Razorback a été parrainé par Mme H. F. D. Davis, et mis en service le 3 avril 1944 sous le commandement du Lieutenant Commander Albert M. Bontier. Il était présent dans la baie de Tokyo lors de la capitulation du Japon.

## Historique

### Seconde Guerre mondiale
Après s'est échoué au large de New London dans le Connecticut Razorback a navigué vers Pearl Harbor. Sa première patrouille de guerre, commençant le 25 août 1944, a été menée à l'est de Luçon en tant que membre d'un groupe offensif à l'appui des débarquements de Palaos à la mi-septembre. Après avoir aperçu seulement des avions anti-sous-marins ennemis, il s'est dirigé vers le nord-est, arrivant aux îles Midway le 19 octobre.
Le 15 novembre, le Razorback quitte Midway pour sa deuxième patrouille de guerre en compagnie des sous-marins Trepang et Segundo. Opérant avec ces sous-marins dans le détroit de Luçon, le Razorback a endommagé le cargo de 6933 tonnes Kenjo Maru' le 6 décembre et a coulé l'ancien destroyer de 820 tonnes Kuretake et a endommagé un autre cargo le 30 décembre. Il est arrivé à Guam pour le carénage le 5 janvier 1945.
Le 1er février, le Razorback est parti en mer de Chine orientale pour sa troisième patrouille de guerre, cette fois accompagné de Segundo et du Sea Cat. Après avoir coulé quatre navires en bois dans trois actions distinctes au canon de surface, il a déposé trois prisonniers japonais à Guam avant de mettre fin à sa patrouille à Pearl Harbor le 26 mars 1945.
Le 7 mai, Razorback se dirigea de nouveau vers l'ouest. Affecté au service de sauvetage dans l'Archipel Nanpō et les îles de la baie de Tokyo, il a sauvé le Lieutenant-colonel Charles E. Taylor, un pilote de chasse P-51 du 21ème Groupe de Chasse le 25 mai. Le 5 juin, il a sauvé quatre membres d'équipage du B-29 Superfortress abattus lors d'un raid aérien au-dessus de Kobe au Japon. Razorback s'est retiré à Midway pour mettre fin à cette patrouille et à la remise en état le 27 juin.
Le 22 juillet, Razorback a quitté Midway pour patrouiller dans la mer d'Okhotsk, où il a coulé six bateaux de fret en bois et en a endommagé deux autres lors d'une action de tir de surface. Le reste de la patrouille a été consacré à des services de sauvetage au large de Paramouchir pour des avions basés en Alaska. Le 31 août, Razorback entrait dans la baie de Tokyo avec 11 autres sous-marins pour participer à la capitulation du Japon. Il est reparti le 3 septembre, est arrivé à Pearl Harbor, le 11 septembre et à San Diego, Californie le 20 septembre.

### 1945-1954
Après la guerre, il est resté actif avec la flotte du Pacifique au large du Japon et de la Chine au début de 1948 et à nouveau à la fin de 1949. Il a remporté le Battle Effectiveness Award (en) (Battle "E") pour l'excellence globale en 1949. En août 1952, il a été désarmé à la suite de la conversion en GUPPY IIA- type sous-marin. Il a été remis en service en janvier 1954 à la Base navale de New London pour la formation.

### 1954-1970
Après Razorback fut transféré sur la côte ouest et le 24 mai 1954 devint une unité du Submarine Squadron 3 de la Base navale de San Diego pour la prestation de services de formation anti-sous-marine pour les unités de surface et aériennes locales. En 1956, sa gamme d'opérations a été étendue au nord jusqu'au Canada et le 24 juin 1957, il est parti pour une patrouille en Extrême-Orient qui comprenait une surveillance étendue du port russe de Petropavlovsk-Kamtchatski. Elle remporte un deuxième Battle "E" en 1959.

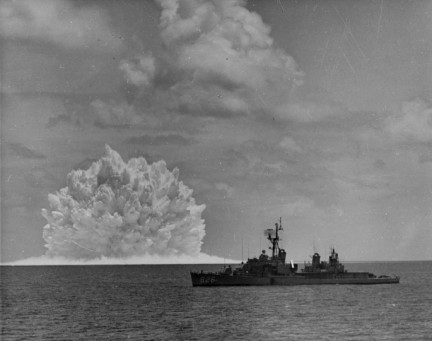
USS Agerholm lors de l'Opération Swordfish

Le 11 mai 1962, Razorback participe à l'essai d'armes nucléaires « SWORDFISH », un essai du RUR-5 ASROC (Anti-Submarine Rocket). Un ASROC avec une charge nucléaire W44 de 10 kilotonnes a été tiré par le destroyer USS Agerholm (en) sur un radeau cible à une distance de 2 milles marins (3,7 km). Razorback a été submergé à la profondeur du périscope à environ 2 miles (3,2 km) du radeau cible. L'explosion a produit une onde de choc sous-marine qui a secoué Razorback.
Régulièrement déployé dans la Septième flotte dans les années 60, Razorback a navigué dans la mer de Chine méridionale lors de son déploiement en 1965, où il a obtenu sa première Vietnam Service Medal. Il est revenu à San Diego le 1er février 1966, puis fut déployé dans le Pacifique occidental jusqu'en février 1969. En 1969 il a continué à opérer sur la côte ouest de San Diego, gagnant son troisième battle "E" le 2 juillet 1969. Le dernier déploiement de Razorback, toujours dans le Pacifique occidental, s'est déroulé du 30 janvier au 7 août 1970. Lors d'une escale à Guam, des scènes du film Noon Sunday (en) ont été tournées à bord du bateau.
Peu de temps après son retour sur la côte ouest, il a été désarmé au chantier naval de Hunter's Point. Parallèlement à sa mise hors service le 30 novembre, Razorback a été transféré à la marine turque.
Au cours de ses 26 années de service dans la marine américaine, Razorback a remporté cinq Service star pour le service pendant la Seconde Guerre mondiale, quatre étoiles de campagne pour le service pendant la guerre du Vietnam et deux récompenses de la Médaille expéditionnaire des forces armées.

### TCG Muratreis (S-336)
Le sous-marin a été remis en service sous le nom de TCG Muratreis (S-336) dans la marine turque le 17 décembre 1971, du nom du grand amiral ottoman Murat Rais et a servi la Turquie pendant 31 ans, déclassement le 8 août 2001.

### Préservation

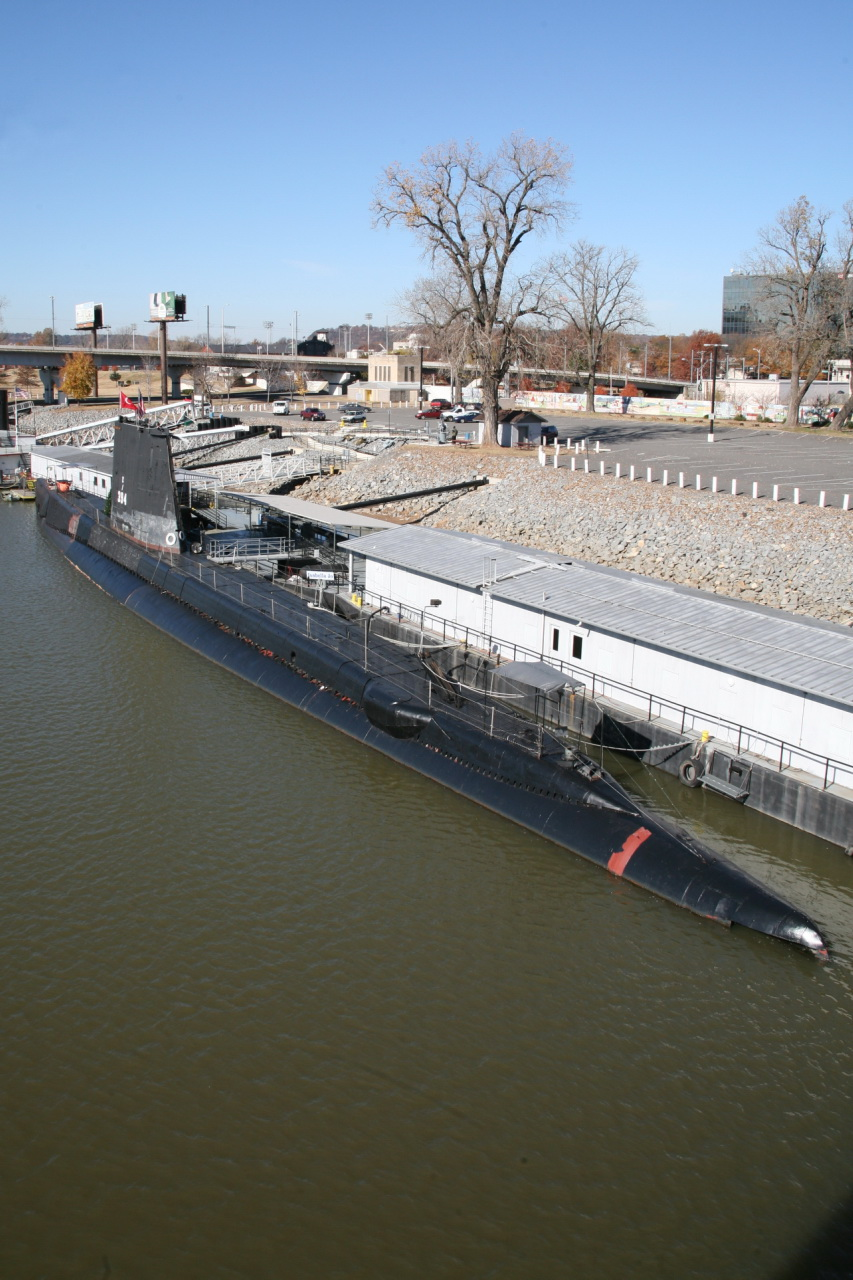
USS Razorback dans la rivière Arkansas

Ex-Muratreis a été acheté à la Turquie par la ville de North Little Rock en Arkansas, le 25 mars 2004 pour 37.500 $ US. Le prix d'achat et tous les frais de remorquage ont été payés par des dons privés.
Il a été remorqué depuis la Turquie le 5 mai, à travers la mer Méditerranée jusqu'à Gibraltar, puis à travers l'océan Atlantique, pour arriver à Key West en Floride, dans la soirée du dimanche 13 juin 2004. Le 14 juin 2004, il a de nouveau été remorqué jusqu'à La Nouvelle-Orléans en Louisiane, le 19 juin. De là, il a été remorqué sur le Mississippi et l'Arkansas jusqu'à son poste d'amarrage permanent à North Little Rock.
Après une escale pour la dédicace de l'Écluse et du Barrage de Montgomery Point le 16 juillet, son transit a été retardé par le Corps du génie de l'armée des États-Unis pour des raisons de sécurité. Une paire de barges a servi de pontons pour soulever le sous-marin de quelques mètres afin de dégager le fond de la rivière tout en restant suffisamment bas pour passer sous les ponts le long de sa route, tout comme l'USS Batfish l'avait fait 32 ans plus tôt.
Vue intérieure de la salle des torpilles d'étrave à bord du USS Razorback.
Le 29 août 2004, Razorback a atteint son poste d'amarrage à North Little Rock, au musée maritime intérieur de l'Arkansas. Il a officiellement ouvert ses portes au public le 15 mai 2005.
Razorback est le sujet d'un long métrage documentaire, "Greyhound of the Sea: USS Razorback", dont la sortie est prévue en 2016. Le film est un effort conjoint entre l'Arkansas Inland Maritime Museum et l'Université de l'Arkansas à Little Rock. Les visiteurs du musée peuvent visiter le bateau la plupart des vendredis, samedis et dimanches.[13]
Razorback partage son littoral avec les mémoriaux de l'USS Scorpion et de l'USS Snook.